# Wiktor Jabłonski
Wiktor Wiktorowycz Jabłonski (ukr. Віктор Вікторович Яблонський, ros. Виктор Викторович Яблонский, Wiktor Wiktorowicz Jabłonski; ur. 6 stycznia 1970 w Kijowie) – ukraiński piłkarz, grający na pozycji obrońcy, a wcześniej pomocnika lub napastnika, trener piłkarski.

## Kariera piłkarska

### Kariera klubowa
Wychowanek SDJuSzOR Dynamo Kijów. W 1988 rozpoczął karierę piłkarską w klubie Awtomobilist Kokand. W 1990 "odbywał" służbę wojskową w SKA Kijów, po czym przeniósł się do Metalista Charków. Na początku 1992 wrócił do Odessy, gdzie został piłkarzem Czornomorca Odessa, którego 6 marca 1992 roku w składzie Czornomorca Odessa debiutował w Wyszczej Lidze w meczu z Karpatami Lwów (2:2). W 1995 wyjechał do Rosji, gdzie występował w klubach Bałtika Kaliningrad, Mietałłurg Lipieck i Arsienał Tuła. W 2002 zakończył karierę piłkarską w zespole Witiazia Podolsk.

## Kariera trenerska
Po zakończeniu kariery piłkarskiej pracował na stanowisku asystenta trenera Bałtiki Kaliningrad.

## Sukcesy i odznaczenia

### Sukcesy klubowe
- wicemistrz Mistrzostw Ukrainy: 1995
- brązowy medalista Mistrzostw Ukrainy: 1993, 1994
- mistrz Rosyjskiej Pierwszej Dywizji: 1995
- zdobywca Pucharu Ukrainy: 1992, 1994